# Kodeks 0287
Kodeks 0287 (Gregory-Aland no. 0287) – greck0-arabski kodeks uncjalny Nowego Testamentu na papierze, datowany metodą paleograficzną na IX wiek. Rękopis jest przechowywany na Synaju. Tekst rękopisu nie jest wykorzystywany we współczesnych wydaniach greckiego Nowego Testamentu. 

## Opis
Zachowało się 80 papierowych kart rękopisu z greckim oraz arabskim tekstem czterech Ewangelii (Mt 1-8; 21; 22,1-3; Mk 16,19; Łk 1-12; J 2; 10; 12; 13; 17; 20; 21). Karty kodeksu mają rozmiar 29,8 na 20,5 cm. Tekst jest pisany dwoma kolumnami na stronę, 22 linijek tekstu na stronę . 

## Historia
INTF datuje rękopis 0287 na IX wiek . 
Rękopis został znaleziony w maju 1975 roku podczas prac restauracyjnych w klasztorze wraz z wieloma innymi rękopisami . Na listę greckich rękopisów Nowego Testamentu wciągnął go Kurt Aland, oznaczając go przy pomocy siglum 0287. Został uwzględniony w II wydaniu Kurzgefasste. 
Rękopis nie jest wykorzystywany we współczesnych wydaniach greckiego Nowego Testamentu (NA27, NA28, UBS4). 
Rękopis jest przechowywany w Klasztorze Świętej Katarzyny (N.E. ΜΓ 97) na Synaju .